# Фаббри, Робби
Робби Фаббри (англ. Robby Fabbri; род. 22 января 1996, Миссиссога) — канадский хоккеист, левый/центральный нападающий, игрок клуба «Анахайм Дакс». Обладатель Кубка Стэнли 2019 года в составе «Сент-Луис Блюз».

### Юниорская

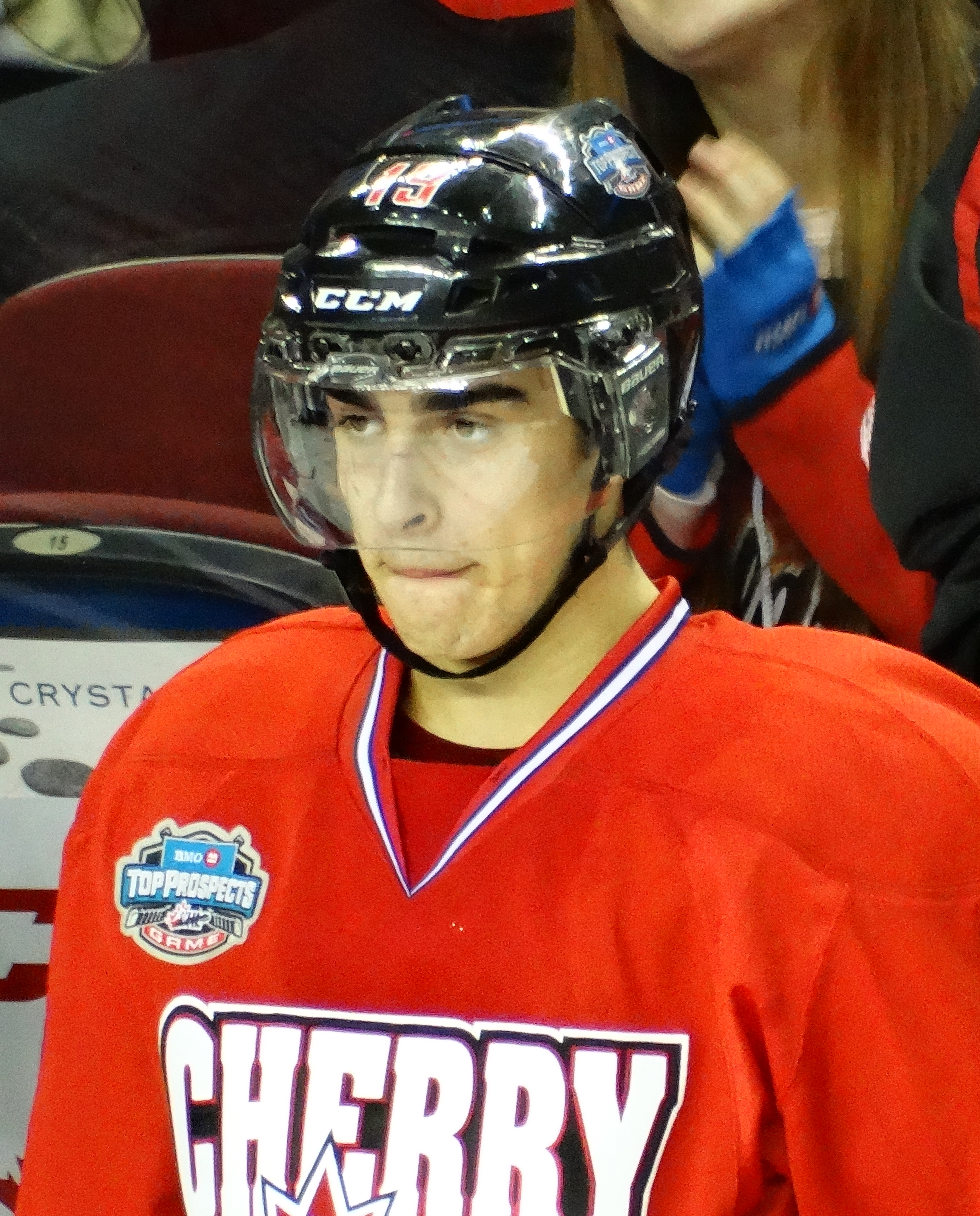
Фаббри на матче лучших проспектов CHL/NHL 2014 года.

Он начал свою юношескую хоккейную карьеру в команде «Миссисога Ребелс» в Хоккейной лиге Большого Торонто (GTHL), прежде чем был выбран «Гелф Шторм» в первом раунде и шестым в общем зачете, на драфте Хоккейной лиги Онтарио (OHL) 2012 года.
В свой первый год в «Шторм» Фаббри набрал 33 очка в 59 играх. Он забил свой первый гол в карьере среди юниоров 6 сентября 2012 года в победе над «Миссиссога Стилхэдз» со счетом (6:2) . К ноябрю Фаббри набрал 11 очков в 18 играх и сделал свой первый в карьере хет-трик в мате проигранном команде «Ниагара АйсДогз» со счетом (9:4). После поражения «Шторм» в плей-офф ОХЛ Фаббри был назван новичком года в команде.
В преддверии драфта НХЛ 2014 года Фаббри занял 21-е место среди хоккеистов из Северной Америки в окончательном рейтинге Центрального скаутского бюро НХЛ. 9 ноября 2013 года Фаббри был дисквалифицирован на 10 игр в результате удара головой во время игры против «Китченер Рейнджерс». Вернувшись после дисквалификации, Фаббри был выбран для участия в игре лучших проспектов CHL/NHL 2014 года.
«Гелф Шторм »вышли в плей-офф ОХЛ 2014 года, где в первом раунде встретились с «Плимут Уэйлерз», по итогам первого раунда Фаббри набрал 28 очков в 16 играх, что помогло команде выиграть свой третий Кубок Дж. Росса Робертсона в истории клуба. Завершив сезон с рекордными для карьеры 87 очками в 58 играх, Фаббри был выбран в первом раунде под общим 21-м номером «Сент-Луис Блюз».

### НХЛ

#### Сент-Луис Блюз
Отыграв сезон за «Шторм», 15 апреля 2015 года Фаббри был переведен «Блюзменами» в их фарм-клуб Американской хоккейной лиги (АХЛ), «Чикаго Вулвз». Он дебютировал в АХЛ 17 апреля против «Рокфорд АйсХогс» , где он также стал первым игроком в истории франшизы, набравшим два очка в своем дебютном матче.

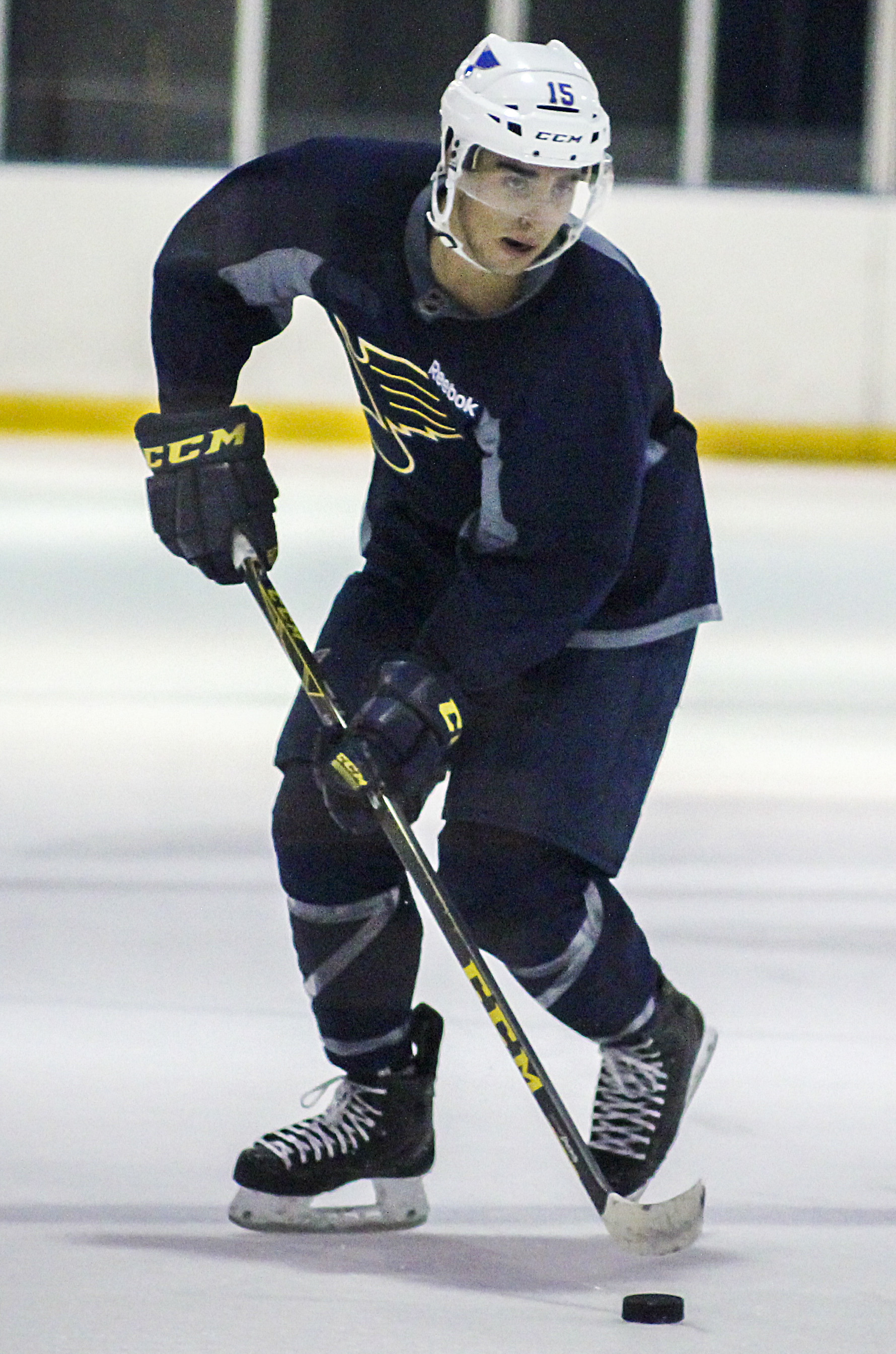
Робби Фаббри в форме Сент-Луиса

После сезона с «Вулвз» Фаббри вошел в состав «Сент-Луиса». Он дебютировал в НХЛ 8 октября 2015 года в матче против «Эдмонтон Ойлерз» в возрасте 19 лет и 259 дней, став самым молодым игроком в истории франшизы, забившим свой первый гол в НХЛ.К декабрю он забил девять голов, что обеспечило ему седьмое место среди бомбардиров-новичков. Главный тренер «Блюз» Кен Хичкок похвалил способность Фаббри забивать голы, сказав: «Если вы посмотрите на его голы, возможно есть один, который вратарь мог бы спасти. Все остальные просто хлесткий бросок. Это довольно впечатляет, темп игры и он все время будет представлять угрозу».
Он продолжал устанавливать рекорды на протяжении дебютного сезона и вскоре стал первым новичком «Блюз» после Патрика Берглунда в 2008–2009 годах, забившим 15 голов. Вскоре после достижения отметки в 15 голов Фаббри получил травму нижней части тела. В итоге он пропустил четыре игры, прежде чем вернуться в состав на последнюю игру «Блюз» в регулярном сезоне против «Вашингтон Кэпиталз». «Блюз» вышли в плей-офф Кубка Стэнли 2016 года, а Фаббри помог команде обыграть «Чикаго Блэкхокс» в первом раунде Западной конференции, набрав пять очков в семи играх и стал четвертым в команде по результативности.
В следующем сезоне Фаббри снова был включен в состав «Блюз». Проведя семь игр без голов, Фаббри сделал свой первый в карьере хет-трик в НХЛ 28 декабря 2016 года, в победном матче «Филадельфия Флайерз» со счетом (6:3). Впоследствии он стал вторым самым молодым игроком, сделавшим хет-трик, сразу после Берни Федерко, который совершил подвиг в 20 лет и 269 дней.
После операции и допуска к игра по медицинским показаниям Фаббри подписал годовой контракт на 925 000 долларов с «Сент-Луис Блюз» на сезон 2018–19.  Несмотря на его результативность, к январю 2019 года «Блюз» были на последнем месте во всей лиге, что привело к смене тренера и вратаря. После смены тренера «Блюз» вышли в плей-офф Кубка Стэнли 2019 года и завоевали первый в истории клуба Кубок Стэнли; Фаббри забил один гол в десяти матчах плей-офф. 12 июля 2019 года, после победы в Кубке Стэнли, Фаббри подписал годовой контракт на 900 000 долларов, чтобы остаться с «Блюз», прежде чем провести свой день с Кубком в своем родном городе Миссиссога.

#### Детройт Ред Уингз
6 ноября 2019 года его обменяли в «Детройт Ред Уингз» на Якоба де ла Роуза. Фаббри дебютировал за «Ред Уингз» 8 ноября в игре против «Бостон Брюинз», где забил два гола в большинстве и помог команде победить со счетом (4:2), стал седьмым игроком в истории франшизы, сделавшим это в своей первой игре с командой.
24 августа 2020 года Фаббри подписал с «Детройтом» новый контракт на два года на 5,9 миллиона долларов. В течение своего первого сезона в команде Фаббри провел всего 30 игр, но забил 10 голов и сделал восемь передач.
13 декабря 2021 года Фаббри породлил контракт на три года на 12 миллионов долларов.

#### Анахайм Дакс
4 июля 2024 года был обменян вместе с условным правом выбора в четвёртом раунде драфта 2025 года в «Анахайм Дакс» на вратаря Гейджа Александера.

## Личная жизнь
Фаббри обручился со своей девушкой в июне 2020 года.

## Игровая статистика

### Клубная
И - игры, Г - голы, П - передачи, О - очки, Ш - штрафные минуты.
| 2011–12     | Миссисога Ребелс     | GTHL        | 60  | 57 | 48  | 105 | 75  | —  | —  | —  | —  | —  |
| 2011–12     | Торонто Канадиенс    | OJHL        | 1   | 0  | 3   | 3   | 0   | 1  | 0  | 0  | 0  | 0  |
| 2012–13     | Гелф Шторм           | OHL         | 59  | 10 | 23  | 33  | 38  | 5  | 0  | 1  | 1  | 4  |
| 2013–14     | Гелф Шторм           | OHL         | 58  | 45 | 42  | 87  | 55  | 16 | 13 | 15 | 28 | 12 |
| 2014–15     | Гелф Шторм           | OHL         | 30  | 25 | 26  | 51  | 40  | 9  | 1  | 3  | 4  | 17 |
| 2014–15     | Чикаго Вулвз         | AHL         | 3   | 1  | 3   | 4   | 2   | 3  | 0  | 0  | 0  | 0  |
| 2015–16     | Сент-Луис Блюз       | НХЛ         | 72  | 18 | 19  | 37  | 25  | 20 | 4  | 11 | 15 | 6  |
| 2016–17     | Сент-Луис Блюз       | НХЛ         | 51  | 11 | 18  | 29  | 27  | —  | —  | —  | —  | —  |
| 2018–19     | Сан-Антонио Рэмпейдж | AHL         | 3   | 1  | 1   | 2   | 4   | —  | —  | —  | —  | —  |
| 2018–19     | Сент-Луис Блюз       | НХЛ         | 32  | 2  | 4   | 6   | 6   | 10 | 1  | 0  | 1  | 0  |
| 2019–20     | Сент-Луис Блюз       | НХЛ         | 9   | 1  | 0   | 1   | 2   | —  | —  | —  | —  | —  |
| 2019–20     | Детройт Ред Уингз    | НХЛ         | 52  | 14 | 17  | 31  | 18  | —  | —  | —  | —  | —  |
| 2020–21     | Детройт Ред Уингз    | НХЛ         | 30  | 10 | 8   | 18  | 16  | —  | —  | —  | —  | —  |
| 2021–22     | Детройт Ред Уингз    | НХЛ         | 56  | 17 | 13  | 30  | 35  | —  | —  | —  | —  | —  |
| 2022–23     | Детройт Ред Уингз    | НХЛ         | 28  | 7  | 9   | 16  | 22  | —  | —  | —  | —  | —  |
| 2023–24     | Детройт Ред Уингз    | НХЛ         | 68  | 18 | 14  | 32  | 32  | —  | —  | —  | —  | —  |
| Всего в НХЛ | Всего в НХЛ          | Всего в НХЛ | 398 | 98 | 102 | 200 | 183 | 30 | 5  | 11 | 16 | 6  |

### Международная
И - игры, Г - голы, П - передачи, О - очки, Ш - штрафные минуты.
| Год                                  | Команда                              | Турнир                               | Место                                |    | И | Г | П  | О  | Ш |
| ------------------------------------ | ------------------------------------ | ------------------------------------ | ------------------------------------ | -- | - | - | -- | -- | - |
| 2013                                 | Канада Онтарио                       | КВ                                   | 6                                    | 5  | 3 | 1 | 4  | 27 |   |
| 2013                                 | Канада (юн.)                         | Турнир И.Глинки                      | 1                                    | 5  | 0 | 1 | 1  | 4  |   |
| 2015                                 | Канада (мол.)                        | МЧМ                                  | 1                                    | 5  | 2 | 4 | 6  | 0  |   |
| Всего за юниоров и молодежном уровне | Всего за юниоров и молодежном уровне | Всего за юниоров и молодежном уровне | Всего за юниоров и молодежном уровне | 15 | 5 | 6 | 11 | 31 |   |